# Gloria Anzaldúa
 (mai 2023).
Si vous disposez d'ouvrages ou d'articles de référence ou si vous connaissez des sites web de qualité traitant du thème abordé ici, merci de compléter l'article en donnant les références utiles à sa vérifiabilité et en les liant à la section « Notes et références ».
Gloria Anzaldúa, née le 26 septembre 1942 à Harlingen  (Texas) et morte le 15 mai 2004 à Santa Cruz, est une auteure, poétesse, universitaire et militante féministe chicana lesbienne.

## Biographie
Gloria Evangelina Anzaldúa est née dans la vallée du Río Grande au Sud du Texas le 26 septembre 1942, d'Urbano et Amalia Anzaldúa. Alors qu'elle avait onze ans, sa famille déménage pour Hargill, au Texas. Malgré le racisme, le sexisme et les autres formes d'oppression qu'elle subit en tant que Tejana (texane ayant des origines hispaniques ou latino-américaine) de la sixième génération, malgré la mort de son père lorsqu'elle avait 14 ans, Anzaldúa réussit à poursuivre ses études à l'université. Elle obtient une licence à la Pan American University et une maîtrise à l'Université du Texas à Austin.
Adulte, elle travaille quelques années comme professeur des écoles avant d'aller à Austin pour sa maîtrise. Après avoir obtenu son diplôme, elle s'installe en Californie où elle gagne sa vie par ses écrits, ses conférences et des trimestres d'enseignement à l'Université de Californie à Santa Cruz, Atlantic Florida University et d'autres. Elle gagne en notoriété en co-dirigeant This Bridge Called My Back: Writings by Radical Women of Color (1981) avec Cherríe Moraga, en dirigeant Making Face, Making Soul/Haciendo Caras: Creative and Critical Perspectives by Women of Color (1990) et en co-dirigeant This Bridge We Call Home: Radical Visions for Transformation (2002). Elle écrit également Borderlands/La Frontera: The New Mestiza (1987).
Ses écrits tissent l'anglais et l'espagnol en une seule langue, une idée qui découle de sa situation aux « frontières », une position d'identités multiples. Son essai autobiographique, La Prieta, est paru en anglais (pour la plus grande partie) dans This Bridge Called My Back et en espagnol (pour la plus grande partie) sur Esta puente, mi espalda: Voces de mujeres tercermundistas en los Estados Unidos). Le prix littéraire du National Endowment for the Arts a récompensé Anzaldúa en 1991 (la même année que Barbara Hammer).
Anzaldúa a grandement contribué à définir de manière plus large le féminisme chicana, de même qu'elle a participé à l'élaboration du champ de la théorie culturelle chicana et de la théorie queer. L'une de ses contributions consiste à introduire dans le monde universitaire des États-Unis le terme « métissage », dans le sens d'un état situé au-delà d'une conception « soit l'un-soit l'autre ». Dans ses travaux théoriques, Anzaldúa en appelle à une « nouvelle métisse » (new mestiza), qu'elle décrit comme une personne consciente de ses identités contradictoires et inextricables. Elle-même usait du mot nahualt « patlache »  (lesbienne) pour se décrire. Elle emploie ces nouveaux « angles de vue » pour dépasser la pensée binaire du monde occidental. Le féminisme postcolonial illustre le mode de pensée de la « new mestiza ».
Alors que la race divise ordinairement les personnes, Anzaldúa appelle les gens de différentes races à affronter leurs peurs dans le but d'avancer vers un monde moins odieux et plus utile. Dans La Conciencia de la Mestiza: Towards a New Consciousness, un texte qui apparaît de manière récurrente dans les cours de women’s studies, Anzaldúa signale que le séparatisme invoqué par les Chicanos/Chicanas ne fait pas avancer la cause, mais maintient la même division raciale en place. Plusieurs des travaux d'Anzaldúa remettent en cause le statu quo entre les mouvements dans lesquels elle s'engageait, dans le but d'apporter un changement réel dans le monde plutôt que pour des groupes spécifiques.
Anzaldúa s'intéressait à la spiritualité : sa grand-mère était une curandera (guérisseuse traditionnelle). Dans plusieurs de ses œuvres, elle fait référence à sa dévotion pour la Vierge de Guadalupe, les divinités nahuatl/toltèques et les orishás Yoruba Yemayá et Oshún. Dans ses derniers écrits, elle a développé les concepts d'activisme spirituel et de nepantleras pour décrire les manières dont les acteurs sociaux contemporains pouvaient combiner la spiritualité avec le militantisme politique pour activer le changement révolutionnaire.

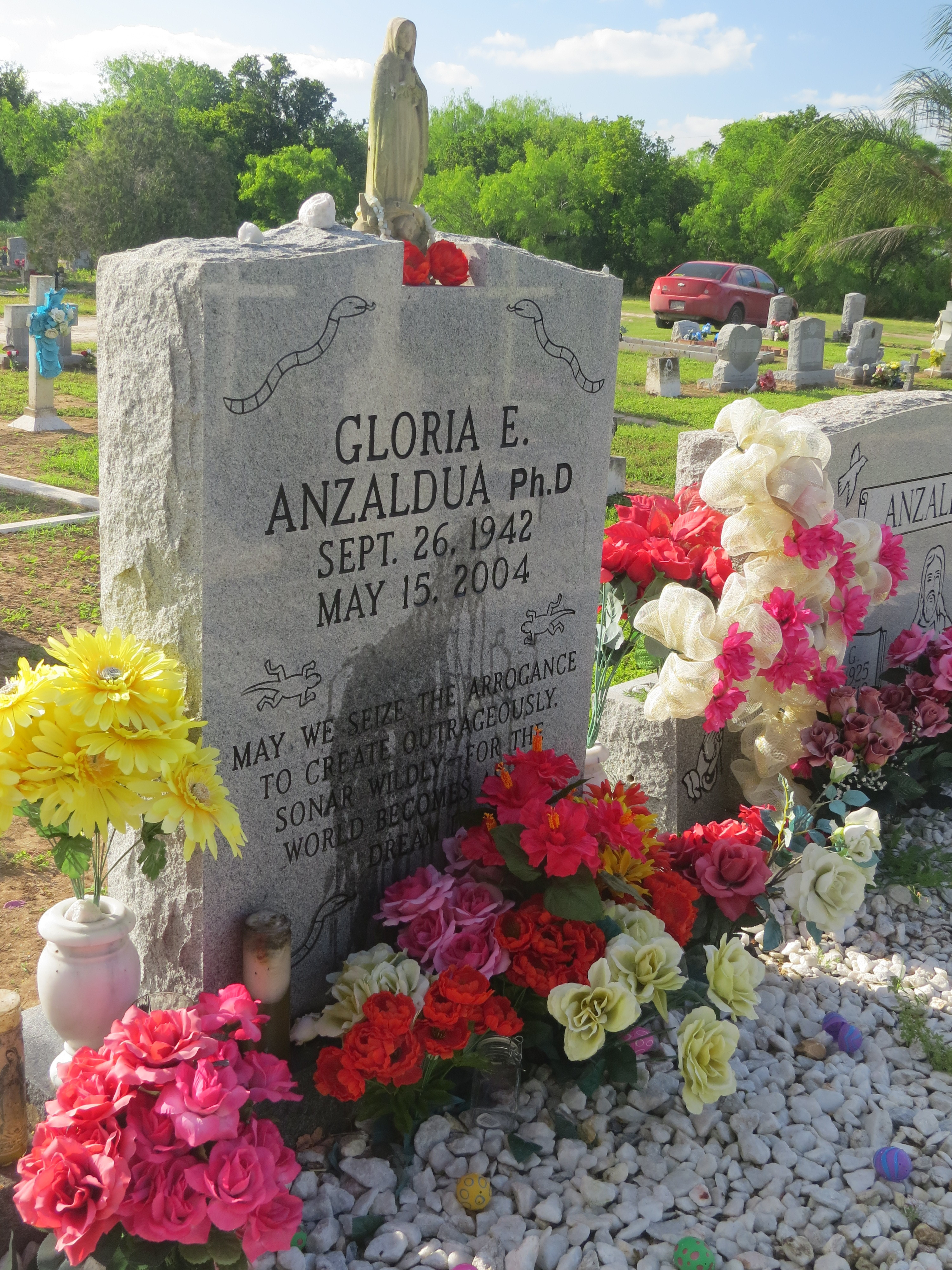
Tombe de Gloria Anzaldúa

Gloria Anzaldúa est morte le 15 mai 2004, chez elle à Santa Cruz, de complications dues au diabète. Elle était à quelques semaines d'achever sa thèse et de recevoir son doctorat à l'Université de Californie à Santa Cruz.

## Récompenses
- Before Columbus Foundation American Book Award
- Lambda Lesbian Small Book Press Award (Prix Lambda Literary)
- Lesbian Rights Award
- Sappho Award of Distinction
- National Endowment for the Arts Fiction Award
- American Studies Association Lifetime Achievement Award

## Publications
- Borderlands/La Frontera: The New Mestiza (1987)[3]
- Interviews/Entrevistas (2000) recueillies par Analouise Keating

### Publication traduite en français
- La Frontera (Terre de frontière), trad. Jelena Ristic et Guy Poitry, Hétérographe n° 8, automne 2012, p. 8-13
- Terres frontalières, La Frontera, La nouvelle mestiza, traduit par Nino S. Dufour et Alejandra Soto Chacón, Préfacé par Paola Bacchetta, Editions Cambourakis, 2022[4].

### Direction d'ouvrages
- avec Cherríe Moraga, This Bridge Called My Back: Writings by Radical Women of Color (1981)
- Making Face, Making Soul/Haciendo Caras: Creative and Critical Perspectives by Feminists of Color (1990)
- avec Analouise Keating, This Bridge We Call Home: Radical Visions for Transformation (2002)

### Livres pour enfants
- Prietita Has a Friend (1991)
- Friends from the Other Side -Amigos del Otro Lado (1993) illustré par Consuelo Méndez
- Prietita y La Llorona (1996) illustré par Christina González